# Estadio Municipal Governador Virgílio Távora
El Estadio Municipal Governador Virgílio Távora, conocido popularmente como Mirandão, está ubicado en el barrio Mirandão, en el municipio de Crato, estado de Ceará, Brasil. Tiene capacidad para 10.000 espectadores, y dimensiones de 105x70 metros.
El estadio fue inaugurado en 1982 con un partido entre Ceará Sporting Club y Bangu Atlético Clube, con aforo completo, actualmente acoge los partidos del Crato Esporte Clube y equipos vecinos cuando pierden localía.